# Warth (Vorarlberg)
Warth település Ausztria legnyugatibb tartományának, Vorarlbergnek a Bregenzi járásában található. Területe 19,34 km², lakosainak száma 1510 fő, népsűrűsége  78 fő/km² (2014. január 1-jén). A település 1495 méter tengerszint feletti magasságban helyezkedik el.
A település részei: 
- Hochkrumbach (21 fő, 2015. január 1-jén)
- Warth (137 fő, 2015. január 1-jén)

## Fordítás
- Ez a szócikk részben vagy egészben  a   Warth, Vorarlberg című angol Wikipédia-szócikk ezen változatának fordításán alapul.  Az eredeti cikk szerkesztőit annak laptörténete sorolja fel. Ez a jelzés csupán a megfogalmazás eredetét és a szerzői jogokat jelzi, nem szolgál a cikkben szereplő információk forrásmegjelöléseként.